# Mehmet Nadir

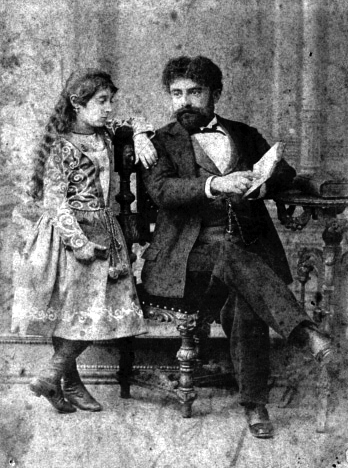
Mehmet Nadir Bey con su hija Hediye.

Mehmet Nadir (Sakız, Imperio Otomano, 1856-Estambul, Turquía, 13 de diciembre de 1927) fue un matemático y profesor turco.

## Juventud
Nació en la isla de Sakız (en la actualidad Quíos, en Grecia), entonces parte del Imperio Otomano, en una familia pobre. Fue adoptado por un capitán de barco, que más adelante se convertiría en su suegro. Estudió en el instituto militar de Bursa. Tras ello, se trasladó a Estambul para estudiar en el colegio militar y más tarde en la academia naval. Tras completar su educación con honores, fue nombrado profesor de matemáticas, primero en la academia naval y más tarde en el Instituto Darüşşafaka, una de las escuelas más destacadas de Estambul. En 1879 viajó junto con un amigo a Inglaterra para realizar estudios más avanzados. No se conocen los detalles de este periodo de su vida, pero se cree que también pasó algún tiempo en Chipre.

## Profesor
Tras regresar a Estambul, empezó a dar clase en institutos privados, y en 1884 fundó su propio instituto. Comenzó siendo una instituto medio (en turco: Rüştiye) y más tarde añadió una sección de instituto superior (en turco: İdadi). Aunque existían institutos medios privados antes de 1884, fue fundador del primer instituto superior privado de Estambul. Esta escuela se considera la base del actual İstanbul Lisesi. También creó una sección femenina del instituto y una segunda sede en Edirne. Otra novedad que introdujo fue el primer periódico escolar de Estambul.

## Política y vida posterior
Apoyaba en secreto al movimiento de los Jóvenes Turcos. Cuando el sultán Abdul Hamid II arrestó a 350 simpatizantes del movimiento acusados de planear un golpe de Estado en 1896, Nadir fue obligado a dimitir. Tras trabajar en una escuela pública de Estambul en 1903, fue nombrado director de educación en Alepo (en la actual Siria). En 1908, los Jóvenes Turcos llegaron al poder en el Imperio Otomano y le exiliaron a Trípoli (en la actual Libia) bajo sospecha de traición en 1896. Tras la guerra ítalo-turca, en la que Italia se anexionó Libia, regresó a Estambul. Aunque fue enviado brevemente a Edirne, regresó al poco tiempo a Estambul durante las Guerras de los Balcanes. Después de convencer a los Jóvenes Turcos de su inocencia, fue nombrado profesor de matemáticas en la recién fundada Universidad Femenina de Estambul. En 1919, poco después de la Primera Guerra Mundial, comenzó a trabajar en la Darülfünun (actualmente Universidad de Estambul) como catedrático (en turco: müderris) de matemáticas, en la recientemente fundada rama de teoría de números.
Falleció en Estambul el 27 de diciembre de 1927.

## Como matemático
Nadir es considerado uno de los primeros matemáticos de Turquía. Participó activamente en el grupo de matemáticos que publicaba la revista francesa L'Intermediaire des Mathematiciens. De acuerdo a Erdal İnönü, se publicaron un total de 62 artículos suyos en la revista. Un ejemplo citado por İnönü es el siguiente:
La solución de números enteros a la ecuación
{\displaystyle x^{2}+y^{2}-z^{2}=u^{5}}
propuesta por Mehmet Nadir es
{\displaystyle x=b\cdot (a^{2}+b^{2})\cdot (a^{2}-b^{2})}
{\displaystyle y={\frac {1}{2}}\cdot ((a^{2}-1)\cdot (a^{2}+b^{2})^{2}-4\cdot b^{2})}
{\displaystyle z={\frac {1}{2}}\cdot ((a^{2}+1)\cdot (a^{2}+b^{2})^{2}+4\cdot b^{2})}
{\displaystyle u=a^{2}+b^{2}}
donde b es un entero positivo a es un entero impar positivo.
En 1917, Nadir publicó un número sobre teoría de números en el que proponía un algoritmo alternativo para la divisibilidad. El conocido matemático alemán Felix Klein le felicitó por este algoritmo.